# Achihud
Achihud (hebrejsky אֲחִיהוּד , v oficiálním přepisu do angličtiny Ahihud) je vesnice typu mošav v Izraeli, v Severním distriktu, v Oblastní radě Mate Ašer.

## Geografie
Leží v nadmořské výšce 34 metrů v intenzivně zemědělsky využívané Izraelské pobřežní planině, nedaleko západních okrajů svahů Horní Galileji a ústí údolí Bejt ha-Kerem, cca 8 kilometrů od břehů Středozemního moře (Haifský záliv) a 20 kilometrů od libanonských hranic. Jižně od vesnice se zvedá pahorek Giv'at Javor, dál k jihu vstupuje do pobřežní nížiny vádí Nachal Chilazon. Na východní straně stojí vrch Giv'at Achihud. Na severu začíná lesní komplex Ja'ar Achihud.
Stavebně je mošav téměř propojen se sousedním kibucem Jas'ur. Obec se nachází 8 kilometrů východně od města Akko, cca 100 kilometrů severoseverovýchodně od centra Tel Avivu a cca 20 kilometrů severovýchodně od centra Haify. Achihud obývají Židé, přičemž osídlení v tomto regionu je smíšené. V pobřežní nížině převládají Židé, na východ od mošavu začínají oblasti centrální Galileji, které obývají ve vyšší míře izraelští Arabové.
Achihud je na dopravní síť napojen pomocí severojižní tepny dálnice číslo 70. Ta se severně od mošavu kříží s dálnicí číslo 85. Od roku 2011 byla budována železniční trať Akko–Karmiel, která zde má stanici Achihud. Provoz na nové železniční trati byl zahájen 20. září 2017.

## Dějiny
Achihud byl založen v roce 1950. Pojmenován je podle biblické postavy Achíhúda, připomínaného v Knize Numeri 34,27 jako člen kmene Ašer.
17. května 1950 se zde usadili židovští přistěhovalci z Jemenu. Pro usídlení využili opuštěnou arabskou vesnici al-Birva (necelý 1 kilometr východně od dnešního mošavu). Ta zde stávala do války za nezávislost v roce 1948. Křižáci ji nazývali Broet. Stála tu základní chlapecká škola postavená roku 1888 a dívčí škola zbudovaná roku 1943. Roku 1931 měla al-Birva 996 obyvatel a 224 domů. Narodil se tu arabský básník Mahmoud Darwish. Během války byla tato oblast roku 1948 ovládnuta židovskými silami a arabské osídlení zde skončilo. Zástavba vesnice pak byla zbořena s výjimkou dvou svatyň a budovy jedné z místních škol. Během války za nezávislost měla v této lokalitě základnu arabská dobrovolnická armáda vedená Fauzím al-Kaukdžím.
Po dva roky žili jemenitští židé v ruinách opuštěné arabské vesnice a jejich příbytky byly stany. Pak začala výstavba zděných domů, zpočátku bez elektřiny a vodovodu.
Ekonomika mošavu je založena hlavně na zemědělství. Většina obyvatel vesnice ale za prací dojíždí mimo obec. V obci funguje zdravotní ordinace, sportovní areály, obchod a synagoga. V mošavu také funguje zařízení předškolní péče. Základní škola je ve městech Akko nebo Karmiel.

## Demografie
Obyvatelstvo mošavu Achihud je nábožensky orientované. Podle údajů z roku 2014 tvořili naprostou většinu obyvatel v Achihud Židé (včetně statistické kategorie "ostatní", která zahrnuje nearabské obyvatele židovského původu ale bez formální příslušnosti k židovskému náboženství).
Jde o menší sídlo vesnického typu s dlouhodobě rostoucí populací. K 31. prosinci 2014 zde žilo 802 lidí. Během roku 2014 populace klesla o 1,0 %.
| Rok            | 1961 | 1972 | 1983 | 1995 | 2001 | 2003 | 2004 | 2005 | 2006 | 2007 | 2008 | 2009 | 2010 | 2011 | 2012 | 2013 | 2014 |
| -------------- | ---- | ---- | ---- | ---- | ---- | ---- | ---- | ---- | ---- | ---- | ---- | ---- | ---- | ---- | ---- | ---- | ---- |
| Počet obyvatel | 548  | 539  | 464  | 522  | 620  | 663  | 678  | 684  | 698  | 718  | 730  | 709  | 744  | 771  | 808  | 810  | 802  |